# Presaditev
Presaditev je medicinski postopek, pri katerem se nek organ ali tkivo odstrani iz telesa in vstavi v telo prejemnika, kjer nadomesti poškodovan ali manjkajoč organ. Darovalec in prejemnik sta lahko v isti ustanovi ali pa se organi iz donorske ustanove prenesejo v drugo ustanovo. Organi ali tkiva, ki se presajajo v telo iste osebe, se imenujejo avtografti. Presadki, ki se v kratkem času prenesejo med dvema osebkoma iste vrste, se imenujejo alografti. Alografti se lahko odvzamejo pri živem ali mrtvem darovalcu.
Organi, ki so jih do zdaj uspešno prenesli, so srce, ledvice, jetra, pljuča, trebušna slinavka, roženica, koža, srčne zaklopke, živci in vene. Najpogosteje se presajajo ledvice, njim pa sledijo jetra in nato srce. Najpogosteje presajena tkiva so roženice in mišičnoskeletni presadki; od presadkov organov se presajajo več kot desetkrat pogosteje.
Darovalci organov so lahko živi, možgansko mrtvi ali umrli zaradi cirkulatorne smrti. Tkivo se lahko odvzame pri darovalcih, ki so umrli zaradi cirkulatorne smrti, kot tudi pri tistih, ki so umrli zaradi možganske smrti – do 24 ur po prenehanju srčnega utripa. V nasprotju z organi se lahko večina tkiv (razen roženic) konservira in hrani do pet let, in sicer jih shranijo v tkivni banki. Presajanje poraja številna bioetična vprašanja, vključno z opredelitvijo smrti, časom in načinom pridobitve soglasja za presaditev organov ter plačilom za presajene organe. Druga etična vprašanja vključujejo transplantacijski turizem (medicinski turizem) in širši družbeno-gospodarski kontekst, v katerem lahko poteka odvzem ali presaditev organov. Posebna težava je trgovanje z organi. Še en etični vidik je posredovanje informacij bolnikom.
Transplantacijska medicina je eno od najzahtevnejših področij sodobne medicine. Med osrednjimi vidiki transplantacijske oskrbe je preprečevanje zavrnitve presadka, pri kateri se telo imunsko odzove na presajeni organ, kar lahko privede do odpovedi presadka in potrebe po takojšnji odstranitvi organa iz prejemnika. Kadar je mogoče, je treba zavrnitev presadka preprečevati s serotipizacijo za identifikacijo darovalca in prejemnika, ki se najbolj ujemata, ter imunosupresivnimi zdravili.